# Nam Il
Nam Il (hangul: 남일; 5 de junho de 1915 - 7 de março de 1976) foi um oficial militar norte-coreano nascido na Rússia e cossignatário do Acordo de Armistício Coreano.

## História
Nasceu no Extremo Oriente russo e, desse modo, foi registrado como: Yakov Petrovich Nam . Devido à política soviética, a família de Nam, como muitos coreanos do Extremo Oriente da Rússia, foi transferida para a Ásia Central. Ingressou em escolas militares em Smolensk e em Tashkent. Depois, tornou-se chefe de gabinete de uma divisão do Exército Soviético durante a Segunda Guerra Mundial. Durante a Segunda Guerra Mundial, participou de algumas das maiores batalhas da União Soviética, incluindo a Batalha de Stalingrado. Durante o período em que esteve na União Soviética, quando não estava no serviço militar, trabalhou no setor educacional. 
Em 1946, foi trabalhar na Coreia do Norte ocupada pelos soviéticos, deixando para trás uma esposa e uma filha.
Em 1950, após o início da Guerra da Coreia, foi nomeado como Chefe de Gabinete, substituindo Kang Kon, que havia sido morto em ação.
Em julho de 1951, quando a Guerra da Coreia chegou a um impasse, serviu como delegado chefe dos comunistas nas negociações do armistício. Neesa época, ficou conhecido por usar uma piteira de âmbar.

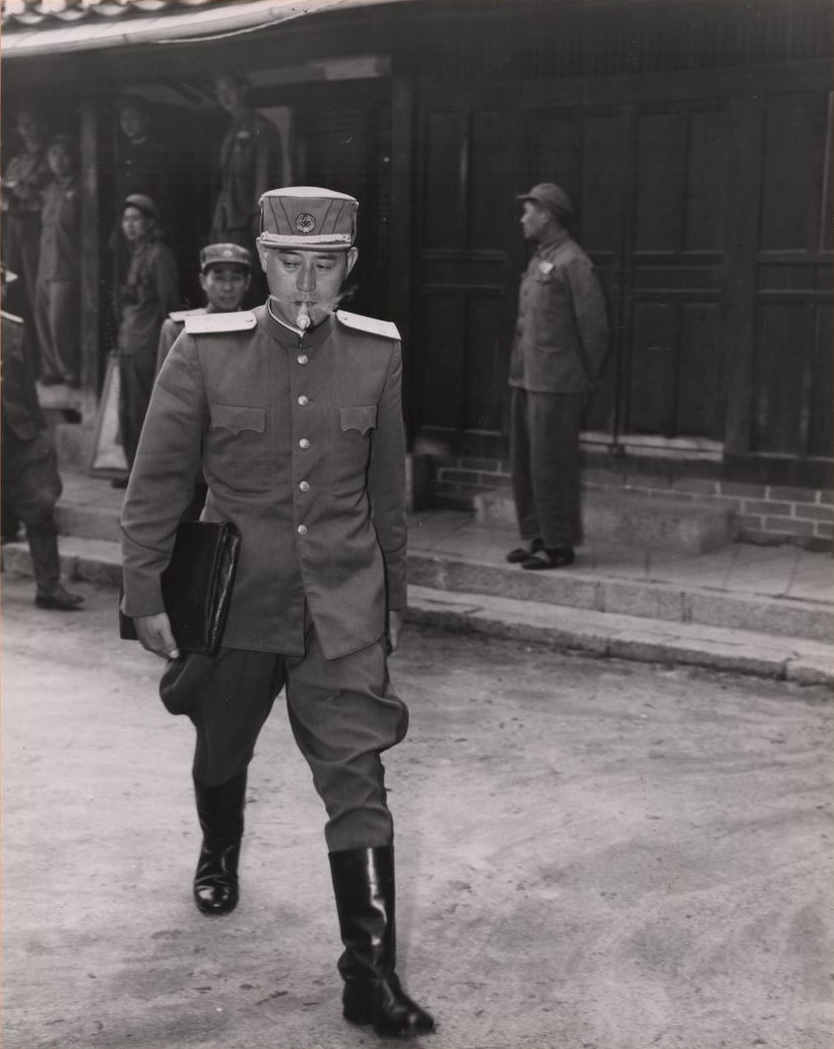
Nam Il durante as negociações de armistício em Kaesong, em 1952.

Em 1953, tornou-se general do exército (대장, classificação de três estrelas na época).
Após a guerra, foi nomeado como Ministro das Relações Exteriores. Juntamente com outro coreano soviético, Pak Chong Ae, trabalhou para ajudar Kim Il-sung a se libertar da influência soviética.
Em 1957, se tornou um dos vários vice-primeiros-ministros.
Juntamente com Pang Hak Se (o fundador da polícia secreta da RPDC), foi um dos poucos coreanos soviéticos de importância que sobreviveram aos expurgos da década de 1950.
Em 7 de março de 1976, foi anunciado que ele havia morrido quando seu carro foi esmagado por um caminhão. Muitos suspeitaram que isso não foi um acidente, e alguns culparam Kim Jong-il, que na época não era poderoso o suficiente para simplesmente ordenar que Nam fosse morto. Outros disseram que o acidente foi arquitetado por Kim Il Sung. O filho de Nam Il, que vivia na União Soviética, visitou a Coreia do Norte e tentou investigar, mas Pang Hak Se disse-lhe para voltar para casa e parar de interferir em assuntos que não lhe interessavam.
Foi enterrado no Cemitério dos Mártires Revolucionários. Ao contrário de alguns de seus colegas que foram expurgados, continua aparecendo em fotografias históricas da Coreia do Norte.

## Citações
1. ↑  «Transcript of Armistice Agreement for the Restoration of the South Korean State (1953)». US National Archives
2. ↑  «Why do so many North Korean officials die in car crashes?». NK News
3. ↑  Jager 2013, p. 195.
4. 1 2  «Why do so many North Korean officials die in car crashes?». NK News
5. ↑  Futrell, p. 372.
6. ↑  Wilfred Burchett, Memoirs of a Rebel Journalist : The Autobiography of Wilfred Burchett (2005), edited by Nick Shimmin and George Burchett, University of New South Wales Press, Sydney, New South Wales. ISBN 0-86840-842-5, p 385.
7. 1 2  «Why do so many North Korean officials die in car crashes?». NK News
8. 1 2  «Why do so many North Korean officials die in car crashes?». NK News
9. ↑  Bluth, Christoph (2008). Korea. Polity Press. Cambridge: [s.n.] ISBN 978-07456-3357-2
10. ↑  Bluth, Christoph (2008). Korea. Polity Press. Cambridge: [s.n.] ISBN 978-07456-3357-2
11. ↑  «Why do so many North Korean officials die in car crashes?». NK News